# Rundbundet kolbe
En rundbundet kolbe er kolber, der har en sfærisk bund og bruges som glasudstyr i laboratiorier, hovedsageligt til kemiske og biokemiske forsøg. De er typisk fremstillet i glas for at være kemisk inerte; i moderne tid bliver de normal fremstillet i varmeresistent Borsilikatglas. Der er mindst én rørformet sektion på flasken, der omtales som halsen med en åbning i toppen. To- eller trehalsede rundbundede flasker er også udbredte. Rundbundede flasker findes i mange størrelser; fra 5 mL til 20 L, og størrelsen bliver normalt skrevet på siden af flasken. I pilotanlæg kan der endog være rundbundede flasker, der er endnu større.
Toppen af halsen har normalt en konisk slebet samling. Disse er standardiseret og passer derfor sammen med propper eller andet glasudstyr i samme størrelse. Den slebne samlingen gør det muligt at lukke flasken tæt, enten med en prop eller sammen med resten af et system. For 250 mL flasker er størrelsen 24/40 udbredt. For mindre flasker bruges 14 eller 19 ofte.
På grund af den runde bund bruger man ofte korkringe til at få flasken til at stå. Når de benyttes i en forsøgsopstilling bruger man ofte klemmer eller lignende til at fastgøre dem på stativer i den rette højde.